# Кинески грађански рат
Кинески грађански рат је био грађански рат између Куоминтанга (Кинеске националистичке партије) и Комунистичке партије Кине, који је трајао од априла 1927. до маја 1950. Рат је избио 1927. након Северне експедиције и последица је идеолошког разлаза између националиста које је подржавао Запад и комуниста које је подржавао Совјетски Савез.
Грађански рат се водио непрекидно све до избијања Другог кинеско-јапанског рата, што је резултовало организованим и привременим кинеским отпором јапанској инвазији. Јапански напад и окупација су били успешни због кинеских унутрашњих превирања. Јапан је поражен са крајем Другог светског рата 1945, а грађански рат се наставио пуном жестином 1946. Непријатељства су се окончала 1950. након 23 године са незваничним прекидом већих непријатељстава. Комунисти су контролисали континентални део Кине и острво Хајнан, док се Куоминтанг повукао на Тајван. До данашњих дана званично примирје није потписано, иако две стране имају чврсте економске везе.

## Залеђина
Након слома династије Ћинг и Револуције 1911, Сун Јат Сен је преузео председавање новоформираном Републиком Кином, а убрзо након тога наследио га је Јуан Шикај. Јуан је био фрустриран у краткотрајном покушају да обнови монархију у Кини, а Кина је пала у борбу за власт након његове смрти 1916.
Куоминтанг (КМТ), предвођен Сун Јат-сеном, створио је нову владу у Гуангџоуу како би се супротставио ратним војсковођама који су владали великим деловима Кине и спречавали формирање чврсте централне владе. Након што су Сунови напори да добије помоћ од западних земаља игнорисани, он се обратио Совјетском Савезу. Године 1923, Сун и совјетски представник Адолф Јофе у Шангају обећали су совјетску помоћ уједињењу Кине у Сун-Јофеовом манифесту, декларацији о сарадњи. Агент Коминтерне Михаил Бородин стигао је 1923. да помогне у реорганизацији и консолидацији по узору на Комунистичку партију Совјетског Савеза. КПК, која је у почетку била студијска група, и КМТ су заједно формирали Први уједињени фронт.
Године 1923. Сун је послао Чанг Кај Шека, једног од својих потпоручника, на неколико месеци војних и политичких студија у Москву. Чанг је тада постао шеф војне академије Вампоа која је обучавала следећу генерацију војних вођа. Совјети су академији обезбедили наставни материјал, организацију и опрему, укључујући и муницију. Такође су пружили едукацију о многим техникама за масовну мобилизацију. Уз ову помоћ, Сун је подигао посвећену „војску партије“, са којом се надао да ће војно поразити војсковође. Чланови КПК су такође били присутни у академији, а многи од њих су постали инструктори, укључујући Џоу Енлаја, који је постао политички инструктор.
Члановима комуниста било је дозвољено да се придруже КМТ на индивидуалној основи. Сама КПК је у то време још увек била мала, са 300 чланова 1922. и само 1.500 до 1925. године. Од 1923. КМТ је имао 50.000 чланова.
Међутим, након што је Сун умро 1925. године, КМТ се поделио на левичарски и десничарски покрет. Чланови КМТ-а су били забринути да Совјети покушавају да униште КМТ изнутра користећи КПК. КПК је тада започела покрете у супротности са Северном експедицијом, доносећи резолуцију против ње на партијском састанку.
Затим, у марту 1927, КМТ је одржао свој други партијски састанак на којем су Совјети помогли у доношењу резолуција против Експедиције и сузбијању Чангове моћи. Ускоро је КМТ био јасно подељен.
Све ово време, Совјетски Савез је слао новац и шпијуне да подржи КПК. Без њихове подршке, КПК би вероватно пропала. О томе сведоче документи који показују друге комунистичке партије у Кини у то време, једну са чак 10.000 чланова, које су све пропале без подршке Совјетског Савеза.

### Шангајски масакр и Северна експедиција
Почетком 1927. ривалство КМТ-КПК довело је до подела у револуционарним редовима. КПК и лево крило КМТ одлучили су да преселе седиште КМТ владе из Гуангџоуа у Вухан, где је комунистички утицај био јак. Међутим, Чанг и Ли Зонгџен, чије су армије победиле војсковођу Сун Чуанфанга, кренули су на исток према Ђангсију. Левичари су одбацили Чангов захтев да елиминишу комунистички утицај унутар КМТ-а, а Чанг их је осудио да су издали Три народна принципа Сун Јат Сена примајући наређења од Совјетског Савеза. Према Мао Цедунгу, Чангова толеранција према КПК у КМТ кампу опадала је како је његова моћ расла.
Дана 7. априла, Чанг и неколико других лидера КМТ-а одржали су састанак, током којег су предложили да су комунистичке активности друштвено и економски разорне и да се морају поништити да би се националистичка револуција наставила. Дана 12. априла, у Шангају, многи комунисти чланови КМТ-а су очишћени кроз стотине хапшења и погубљења по наређењу генерала Бај Чонгсија. КПК је ово назвала инцидентом од 12. априла, белим терором или шангајским масакром. Овај инцидент је проширио јаз између Чанга и Ванг Ђингвеја, лидера левичарске фракције КМТ-а. Лево крило КМТ-а је такође избацило чланове КПК из владе Вухана, коју је заузврат свргнуо Чанг Кај Шек. КМТ је наставио своју кампању против војсковођа и заузео Пекинг у јуну 1928. године. Убрзо је већи део источне Кине био под контролом централне владе Нанкинга, која је одмах добила међународно признање као једина легитимна влада Кине. Влада КМТ-а објавила је, у складу са Сун Јат Сеновом формулом за три фазе револуције: војно уједињење, политичко старатељство и уставна демократија.

## Историјат

### Комунистички устанак (1927–1937)
КПК је 1. августа 1927. покренула устанак у Нанчангу против националистичке владе у Вухану. Овај сукоб је довео до стварања Црвене армије. 4. августа, главне снаге Црвене армије напустиле су Нанчанг и кренуле ка југу у напад на Гуангдонг. Националистичке снаге су брзо поново окупирале Нанчанг, док су се преостали чланови КПК у Нанчангу сакрили. Састанак КПК одржан 7. августа потврдио је да је циљ странке био да преузме политичку власт силом, али је КПК сутрадан брзо потиснута од стране националистичке владе у Вухану, коју је предводио Ванг Ђингвеј. Дана 14. августа, Чанг Кај Шек је најавио своје привремено пензионисање, пошто су фракција Вухан и фракција Куоминтанга из Нанкинга поново биле у савезу са заједничким циљем сузбијања КПК након раније поделе. Ванг Ђингвеј је преузео вођство КМТ-а након Чанга.
Касније је КПК покушала да заузме градове Чангша, Шантоу и Гуангџоу. Црвена армија састављена од побуњених бивших војника Националне револуционарне армије (НРА) као и наоружаних сељака успоставила је контролу над неколико области у јужној Кини. КМТ снаге су наставиле да покушавају да угуше побуне. Затим, у септембру, Ванг Ђингвеј је приморан да напусти Вухан. У септембру је такође дошло до неуспешне оружане сеоске побуне, познате као Устанак јесење жетве, коју је предводио Мао Цедунг. Михаил Бородин се затим вратио у Совјетски Савез у октобру преко Монголије. У новембру је Чанг Кај Шек отишао у Шангај и позвао Ванга да му се придружи. КПК је 11. децембра покренула устанак у Гуангџоуу, успостављајући тамо Совјет следећег дана, али је град изгубила до 13. децембра у контранападу по наређењу генерала Џанга Факуија. Ванг Ђингвеј је 16. децембра побегао у Француску. У Кини су сада постојале три престонице: међународно призната престоница републике у Пекингу, КПК и левичарски КМТ у Вухану и десничарски КМТ режим у Нанкингу, који ће остати главни град КМТ у следећој деценији.
Ово је означило почетак десетогодишње оружане борбе, познате у континенталној Кини као „Десетогодишњи грађански рат“, која се завршила инцидентом у Сијану, када је Чанг Кај Шек био приморан да формира Други уједињени фронт против инвазионих снага из Јапанског царства. Године 1930. избио је рат Централних равница као унутрашњи сукоб КМТ-а; покренули Фенг Јусјанг, Јан Сјишан и Ванг Ђингвеј. Пажња је усмерена на искорењивање преосталих џепова активности КПК у серији од пет кампања опкољавања. Прва и друга кампања нису успеле, а трећа је прекинута због инцидента у Мукдену. Четврта кампања (1932–1933) постигла је неке ране успехе, али Чангове армије су биле тешко поражене када су покушале да продру у срце Маове Совјетске Кинеске Републике. Током ових кампања, КМТ колоне су брзо ударале у подручја КПК, али их је огромна села лако прогутала и нису биле у стању да консолидују своје упориште.
Коначно, крајем 1934. године, Чанг је покренуо пету кампању која је укључивала систематско опкољавање совјетског региона Ђангси са утврђеним блок-хаусима. Блокхаус стратегију су осмислили и делимично спровели новозапослени нацистички саветници. За разлику од претходних кампања у којима су дубоко продрле у једном удару, овог пута КМТ трупе су стрпљиво градиле блокове, од којих је сваки био удаљен око осам километара, како би опколили комунистичка подручја и прекинули своје залихе и изворе хране.
Октобра 1934. КПК је искористила празнине у кругу блокова (којих су чиниле снаге савезника вође рата Чанг Кај Шека, а не регуларне КМТ трупе) и избила из окружења. Војске господара рата нису биле вољне да се супротставе комунистичким снагама из страха да не изгубе своје људе и нису с много жара следиле КПК. Поред тога, главне снаге КМТ-а биле су заокупљене уништавањем војске Џанг Гуотаоа, која је била много већа од Маове. Масовно војно повлачење комунистичких снага трајало је годину дана и покрило је оно што је Мао проценио на 12.500 км; постало познато као Дуги марш.
Ово војно повлачење предузела је Комунистичка партија Кине, предвођена Мао Цедунгом, да би избегла потеру или напад војске Куоминтанга. Састојао се од низа маршева, током којих су бројне комунистичке војске на југу побегле на север и запад. Током марша од Ђангсија, армија Првог фронта, предвођена неискусном војном комисијом, била је на ивици уништења од стране Чанг Кај Шекових трупа, јер је њихово упориште било у Ђангсију. Комунисти, под командом Мао Цедунга и Џоу Енлаја, „побегли су у кружећем повлачењу на запад и север, које је наводно прешло преко 9.000 километара током 370 дана“. Рута је пролазила кроз неке од најтежих терена западне Кине путујући на запад, а затим на север према Шансију. „У новембру 1935. године, убрзо након што се доселио у северни Шанкси, Мао је званично преузео водећу позицију Џоу Енлаја у Црвеној армији. Након велике промене званичних улога, Мао је постао председник Војне комисије, са Џоуом и Денг Сјаопингом као заменицима председавајућег“. Ово је означило Маову позицију као еминентног вође КПК, а Џоу је био на другом месту после њега.
Марш је завршен када је КПК стигла у унутрашњост Шансија. Војску Џанга Гуотаоа (Црвена армија 4. фронта), која је кренула другим путем кроз северозападну Кину, у великој мери су уништиле снаге Чанг Кај Шека и његових кинеских муслиманских савезника, Ма клике. Успут, комунистичка војска је конфисковала имовину и оружје од локалних војсковођа и земљопоседника, док је регрутовала сељаке и сиротињу, учвршћујући своју привлачност масама. Од 90.000–100.000 људи који су започели Дуги марш из Совјетске Кинеске Републике, само је око 7.000–8.000 стигло до Шансија. Остаци Џангових снага су се на крају придружили Маоу у Шансију, али са уништеном војском, Џанг, чак ни као члан оснивач КПК, никада није могао да оспори Маов ауторитет. У суштини, велико повлачење учинило је Маоа неприкосновеним вођом Комунистичке партије Кине.
Куоминтанг је користио трупе из Кампе, који су били бивши разбојници, да се боре против комунистичке Црвене армије док је напредовала и да поткопају локалне господаре рата који су често одбијали да се боре против комунистичких снага како би сачували сопствену снагу. КМТ је ангажовао 300 „Кампа бандита“ у своју војску Консолаторне комисије у Сечуану, где су били део напора централне владе да продре и дестабилизује локалне ханске вође рата као што је Љу Венхуј. Влада је настојала да изврши пуну контролу над пограничним областима против ратних вођа. Љу је одбио да се бори против комуниста да би сачувао своју војску. Снаге Консолаторне комисије коришћене су у борби против Црвене армије, али су поражене када су комунисти ухватили њиховог верског вођу.
Године 1936, Џоу Енлај и Џанг Сјуелијанг су се зближили, а Џоу је чак предложио да се придружи КПК. Међутим, Коминтерна је у СССР-у то одбила. Касније је Џоу убедио Џанга и Јанг Хученга, још једног војсковођу, да подстакну инцидент у Сијану. Чанг је стављен у кућни притвор и приморан да прекине своје нападе на Црвену армију, уместо тога фокусирајући се на јапанску претњу.

### Други кинеско-јапански рат (1937–1945)
Током јапанске инвазије и окупације Манџурије, Чанг Кај Шек је видео КПК као већу претњу. Чанг је одбио да се удружи са КПК, преферирајући да уједини Кину тако што ће прво елиминисати војсковође и снаге КПК. Веровао је да су његове снаге сувише слабе да би се суочиле са јапанском царском војском; тек након уједињења КМТ је могао да се мобилише против Јапана. Он је игнорисао незадовољство и гнев кинеског народа због политике компромиса КМТ са Јапанцима, уместо тога наредио је КМТ генералима Џангу Сјуелијангу и Јангу Хученгу да потисну КПК. Међутим, њихове покрајинске снаге су претрпеле значајне губитке у борбама против Црвене армије.
Дана 12. децембра 1936, незадовољни Џанг и Јанг су се заверили да киднапују Чанга и натерају га на примирје са КПК. Инцидент је постао познат као инцидент у Сијану. Обе стране су обуставиле борбу за формирање Другог уједињеног фронта како би усредсредили своју енергију и борили се против Јапанаца. Године 1937. Јапан је започео своју инвазију на Кину у пуном обиму и његове добро опремљене трупе су прегазиле браниоце КМТ-а у северној и приобалној Кини.
Савез КПК и КМТ био је само у имену. За разлику од КМТ снага, трупе КПК су избегавале конвенционално ратовање и уместо тога водиле су герилски рат против Јапанаца. Ниво стварне сарадње и координације између КПК и КМТ током Другог светског рата био је минималан. Усред Другог уједињеног фронта, КПК и КМТ су се још увек бориле за територијалну предност у „Слободној Кини“ (тј. областима које Јапанци нису окупирали или којима су владале јапанске марионетске владе као што су Манџукуо и реорганизована национална влада Кине).
Ситуација је дошла до врхунца крајем 1940. и почетком 1941. када су се сукоби између комунистичких и КМТ снага појачали. Чанг је у децембру 1940. захтевао да Нова Четврта армија КПК евакуише провинције Анхуеј и Ђангсу, због провокације и узнемиравања КМТ снага у овој области. Под снажним притиском, команданти Нове Четврте армије су се повиновали. Следеће године упали су у заседу КМТ снага током њихове евакуације, што је довело до неколико хиљада мртвих. Овај инцидент је такође окончао Други уједињени фронт, формиран раније за борбу против Јапанаца.
Како су се сукоби између КПК и КМТ интензивирали, земље попут Сједињених Држава и Совјетског Савеза покушале су да спрече катастрофалан грађански рат. Након инцидента с Новом Четвртом армијом, амерички председник Френклин Рузвелт послао је специјалног изасланика Локлина Карија да разговара са Чанг Кај Шеком и лидерима странке КМТ како би изразили своју забринутост у вези са непријатељством између две стране, при чему је Кари изјавио да су једино оне од користи из грађанског рата би Јапанци. Совјетски Савез, ближи савезник КПК, послао је императивни телеграм Маоу 1941. године, упозоравајући да ће грађански рат такође олакшати ситуацију јапанској војсци. Залагањем међународне заједнице дошло је до привременог и површног мира. Чанг је критиковао КПК 1943. године са пропагандним делом Судбина Кине, који је доводио у питање моћ КПК после рата, док се КПК снажно супротстављала Чанговом вођству и називала његов режим фашистичким у покушају да створи негативну слику у јавности. Оба вође су знала да је између њих почела смртоносна битка.
Уопштено говорећи, развој догађаја у Другом кинеско-јапанском рату био је у корист КПК, јер им је њена тактика герилског рата придобила подршку народа у областима које су окупирали Јапанци. Међутим, КМТ је морао да брани земљу од главних јапанских кампања, пошто је то била легална кинеска влада, фактор који се показао скупим за Чанг Кај Шека и његове трупе. Јапан је покренуо последњу велику офанзиву против КМТ, операцију Ичи-Го, 1944. године, што је резултирало озбиљним слабљењем Чангових снага. КПК је такође претрпела мање губитака кроз своју герилску тактику. До краја рата Црвена армија је нарасла на више од 1,3 милиона припадника, са одвојеном милицијом од преко 2,6 милиона. Око сто милиона људи живело је у зонама под контролом КПК.

### Непосредни послератни сукоби (1945–1946)
Према условима јапанске безусловне предаје коју су диктирали Савезници, јапанске трупе су се требале предати КМТ трупама, али не и КПК, која је била присутна у неким од окупираних подручја. Међутим, у Манџурији, где КМТ није имао снаге, Јапанци су се предали Совјетском Савезу. Чанг Кај Шек је подсетио јапанске трупе да остану на својим положајима да приме КМТ, али су комунистичке снаге убрзо почеле да преузимају предају од Јапанаца и боре се против оних који су пружали отпор. Генерал Алберт Ведемајер из војске Сједињених Држава је био узнемирен овим развојем догађаја и желео је да седам америчких дивизија буде послато у Кину, али је генерал Џорџ Маршал одговорио да јој не треба дати приоритет над Јапаном и Корејом.
Први послератни мировни преговори, којима су присуствовали и Чанг Кај Шек и Мао Цедунг, одржани су у Чунгкингу од 28. августа до 10. октобра 1945. године. Чанг је на састанак ушао у предности јер је недавно потписао пријатељски уговор са Совјетским Савезом док су комунисти још понегде терали Јапанце да се предају. Маоа је пратио амерички амбасадор Патрик Харли, који је био одан Чангу, али је такође желео да осигура Маову безбедност у светлу прошлости између два кинеска лидера. Закључено је потписивањем Двоструког десетог споразума. Обострано је наглашена важност мирне обнове, али конференција није дала никакве конкретне резултате. Борбе између две стране су се наставиле чак и док су мировни преговори били у току, све док споразум није постигнут у јануару 1946. Међутим, велике кампање и конфронтације пуног обима између КПК и Чангових трупа су привремено избегнуте.
У последњем месецу Другог светског рата у источној Азији, совјетске снаге су покренуле огромну Манџурску стратешку офанзивну операцију против јапанске Квантуншке армије у Манџурији и дуж кинеско-монголске границе. Ова операција уништила је Квантуншку војску за само три недеље и оставила СССР да окупира целу Манџурију до краја рата у тоталном вакууму моћи локалних кинеских снага. Сходно томе, 700.000 јапанских војника стационираних у региону се предало. Касније те године Чанг Кај Шек је схватио да му недостају ресурси да спречи преузимање Манџурије КПК након заказаног одласка Совјетског Савеза. Стога је склопио договор са Совјетима да одложи њихово повлачење док не премести довољно својих најбоље обучених људи и модерног материјала у регион. Међутим, Совјети су одбили дозволу националистичким трупама да пређу њихову територију и потрошили додатно време на систематско демонтирање обимне манџуријске индустријске базе (у вредности до 2 милијарде долара) и отпремајући је назад у своју ратом разорену земљу. Сједињене Америчке Државе пребациле су војнике КМТ-а да заузму кључне градове у Северној Кини, док је КПК већ доминирала селима. КМТ је 15. новембра 1945. започео кампању да спречи КПК да ојача своју већ јаку базу. Међутим, у исто време, повратак КМТ-а је такође донео широко распрострањену корупцију, при чему је један официр ОСС приметио да су једини победници комунисти.
У зиму 1945–1946, Јосиф Стаљин је наредио маршалу Родиону Малиновском да преда Мао Цедунгу већину оружја царске јапанске армије које је заробљено.
Снаге Чанг Кај Шека напредовале су чак до Чинчоа (Џинџоу) до 26. новембра 1945, наилазећи на мали отпор. Након тога уследила је комунистичка офанзива на полуострво Шандунг која је била углавном успешна, пошто је цело полуострво, осим онога што је било под контролом САД, пало у руке комуниста. Примирје се распало у јуну 1946. када је 26. јуна 1946. избио потпуни рат између снага КПК и КМТ. Кина је тада ушла у стање грађанског рата које је трајало више од три године.

### Обновљене борбе (1946–1949)

#### Позадина и распоред снага
До краја Другог кинеско-јапанског рата моћ Комунистичке партије Кине знатно је порасла. Њихове главне снаге су порасле на 1,2 милиона војника, уз подршку додатних 2 милиона војника, укупно 3,2 милиона војника. Њихова „ослобођена зона“ 1945. године садржала је 19 базних подручја, укључујући једну четвртину територије земље и једну трећину њеног становништва; ово је укључивало многе важне варошице и градове. Штавише, Совјетски Савез је предао сво своје заробљено јапанско оружје и знатну количину сопствених залиха комунистима, који су такође од Совјета добили североисточну Кину.
У марту 1946, упркос поновљеним захтевима Чанга, совјетска Црвена армија под командом маршала Родиона Малиновског наставила је да одлаже повлачење из Манџурије, док је Малиновски тајно рекао снагама КПК да крену иза њих, што је довело до рата пуног размера за контролу североистока. Ови повољни услови су такође омогућили многе промене унутар комунистичког руководства: радикалнија тврдолинијашка фракција која је желела потпуну војну контролу над Кином коначно је добила предност и победила опрезне опортунисте. Пре него што су дали контролу комунистичким лидерима, 27. марта, совјетске дипломате су затражиле заједничко предузеће индустријског развоја са Националистичком партијом у Манџурији.
Иако је генерал Маршал изјавио да не зна за никакве доказе да је КПК снабдевао Совјетски Савез, КПК је била у стању да употреби велики број оружја које су Јапанци напустили, укључујући и неке тенкове. Када је велики број добро обучених КМТ трупа почео да пребегне комунистичким снагама, КПК је коначно успела да постигне материјалну надмоћ. Најефикаснија политичка реформа КПК била је њена политика земљишне реформе. Ово је привукло огроман број сељака без земље и гладних сељака на селу у комунистичке сврхе. Ова стратегија је омогућила КПК да приступи готово неограниченој залихи људства за борбене и логистичке сврхе; упркос великим жртвама током многих ратних кампања, људство је наставило да расте. На пример, само током Хуаихаи кампање КПК је успела да мобилише 5.430.000 сељака да се боре против КМТ снага.
Након што се рат са Јапанцима завршио, Чанг Кај Шек је брзо пребацио КМТ трупе у новоослобођена подручја како би спречио комунистичке снаге да приме јапанску предају. САД су превезле многе КМТ трупе из централне Кине на североисток (Манџурија). Председник Хари С. Труман је био врло јасан у вези са оним што је описао као „коришћење Јапанаца да одврате комунисте“. У својим мемоарима пише:
Било нам је савршено јасно да ако Јапанцима кажемо да одмах положе оружје и марширају на обалу, целу земљу ће заузети комунисти. Стога смо морали да предузмемо необичан корак да искористимо непријатеља као гарнизон док не бисмо могли да пребацимо кинеске националне трупе у Јужну Кину и пошаљемо маринце да чувају морске луке.
    — Председник Труман
Користећи изговор „примања јапанске предаје“, пословни интереси унутар КМТ владе заузели су већину банака, фабрика и комерцијалних некретнина, које је претходно запленила јапанска царска војска. Такође су регрутовали трупе убрзаним темпом од цивилног становништва и гомилали залихе, припремајући се за наставак рата са комунистима. Ове исхитрене и оштре припреме изазвале су велике тешкоће за становнике градова као што је Шангај, где је стопа незапослености драматично порасла на 37,5%.
Хиперинфлација је значила да су запослени у снагама Куоминтанга изгубили куповну моћ својих плата. То је резултовало корупцијом и проневјером залиха које су нестале у бартер економији. Обични војници Куоминтангурија су често били потхрањени, а дезертерство је било уобичајено.
САД су снажно подржавале снаге Куоминтанга. Око 50.000 америчких војника послато је да чува стратешке локације у Хебеју и Шандунгу у операцији Белеагуер. САД су опремиле и обучиле КМТ трупе, и транспортовале Јапанце и Корејце назад да помогну КМТ снагама да заузму ослобођене зоне, као и да обуздају подручја под контролом комуниста.  Према Вилијаму Блуму, америчка помоћ је укључивала значајне количине углавном вишка војних залиха, а КМТ је давао зајмове. У року од мање од две године након кинеско-јапанског рата, КМТ је од САД добио 4,43 милијарде долара — од чега је већина била војна помоћ. Истичући помоћ коју су САД пружиле КМТ-у, став комуниста је био да САД подстичу домаћи рат и окарактерисале су грађански рат и као националну револуцију против КМТ-а и као револуцију против америчке колонизације и агресије.

#### Избијање рата
Пошто су послератни преговори између националистичке владе и КПК пропали, грађански рат између ове две странке је настављен. Ова фаза рата се у копненој Кини и комунистичкој историографији назива „Ослободилачким ратом“. Дана 20. јула 1946. Чанг Кај Шек је започео напад великих размера на комунистичку територију у Северној Кини са 113 бригада (укупно 1,6 милиона војника).
Знајући њихове недостатке у људству и опреми, КПК је спровела стратегију "пасивне одбране". Избегавала је упоришта КМТ војске и била спремна да напусти територију како би сачувала своје снаге. У већини случајева околна села и мали градови били су под комунистичким утицајем много пре градова. КПК је такође покушала да исцрпи КМТ снаге што је више могуће. Чинило се да је ова тактика била успешна; након годину дана, биланс снага је постао повољнији за КПК. Они су збрисали 1,12 милиона КМТ војника, док је њихова снага порасла на око два милиона људи.
У марту 1947. КМТ је остварио симболичну победу заузевши Јанан, главни град совјета Јанан. Комунисти су убрзо потом извршили контранапад; 30. јуна 1947. године, трупе КПК прешле су Жуту реку и преселиле се у област планине Дабје, обновиле и развиле Централну равницу. У исто време, комунистичке снаге су такође почеле да врше контранапад у североисточној, северној и источној Кини.
До краја 1948, КПК је заузела северне градове Шењанг и Чангчун и преузела контролу над североистоком након што је претрпела бројне неуспехе док је покушавала да заузме градове, са одлучујућом Лиаошенском кампањом. Нова 1. армија, која је сматрана најбољом војском КМТ, била је присиљена да се преда након што је КПК извела бруталну шестомесечну опсаду Чангчуна која је резултовала са више од 150.000 цивилних смрти од глади.
Заробљавање великих КМТ јединица дало је КПК тенкове, тешку артиљерију и другу комбиновану опрему која је потребна за извођење офанзивних операција јужно од Великог зида. До априла 1948. године, град Луојанг је пао, одсекавши војску КМТ-а од Сијана. После жестоке битке, КПК је заузела Ђинан и провинцију Шандунг 24. септембра 1948. Хуајхајска кампања крајем 1948. и почетком 1949. обезбедила је источно-централну Кину за КПК. Велики број КМТ трупа је дезертирао и променио страну у овим сукобима.  Исход ових сусрета био је одлучујући за војни исход грађанског рата.
Пингјинска кампања резултовала је комунистичким освајањем северне Кине. Трајао је 64 дана, од 21. новембра 1948. до 31. јануара 1949. године. Народноослободилачка армија је претрпела велике губитке док је обезбеђивала Џанђиаку, Тјенцин, заједно са својом луком и гарнизоном у Дагуу и Пекингу. КПК је довела 890.000 војника са североистока да се супротставе око 600.000 КМТ трупа. Само у Џангђакоуу је било 40.000 жртава КПК. Они су заузврат убили, ранили или заробили око 520.000 КМТ војника током кампање.
Након што је остварила одлучујућу победу у кампањама Љаошен, Хуајхај и Пингјин, КПК је уништила 144 регуларне и 29 нерегуларних КМТ дивизија, укључујући 1,54 милиона ветерана КМТ трупа, што је значајно смањило снагу националистичких снага. Стаљин је у почетку фаворизовао коалициону владу у послератној Кини, и покушао је да убеди Маоа да заустави КПК да пређе Јангце и нападне положаје КМТ јужно од реке. Мао је одбацио Стаљинов став и 21. априла је започео кампању преласка реке Јангце. Дана 23. априла, заузели су главни град КМТ-а, Нанкинг. Влада КМТ се повукла у Кантон (Гуангџоу) до 15. октобра, Чунгкинг до 25. новембра, а затим у Ченгду пре него што се повукла на Тајван 7. децембра. Крајем 1949. Народноослободилачка армија је прогонила остатке КМТ снага према југу у јужној Кини, а остао је само Тибет. Куоминтанг је послао кинески муслимански Хуеј коњички пук и 14. Тунганску коњицу да нападну монголске и совјетске положаје дуж границе током Пеј-та-шан инцидента.
Куоминтанг је направио неколико последњих покушаја да употреби трупе из Кампе против комуниста у југозападној Кини. Куоминтанг је формулисао план у коме би три Кампа дивизије биле асистиране од стране Панчен Ламе да се супротставе комунистима. Куоминтангова обавештајна служба известила је да су неки тибетански туси поглавице и Кампа Су Јонге контролисали 80.000 војника у Сечуану, Ћингају и Тибету. Надали су се да ће их употребити против комунистичке војске.

#### Потискивање на југ
Мао Цедунг је 1. октобра 1949. године прогласио оснивање Народне Републике Кине са главним градом Бејпингом, коме је враћено пређашње име Пекинг. Чанг Кај Шек и око два милиона националистичких војника повукли су се из континенталне Кине на острво Тајван у децембру након што је НРА напредовала у провинцију Сечуан. Изоловани националистички џепови отпора остали су у овој области, али је већина отпора пала након кампање Ченгду 10. децембра 1949. године, а одређени отпор се наставио на крајњем југу.
Покушај НРК да заузме острво Кемој под контролом Републике Кине је осујећен у бици код Кунингоуа, заустављајући напредовање НРА према Тајвану. У децембру 1949, Чанг је прогласио Тајпеј за привремену престоницу Републике Кине и наставио да тврди да је његова влада једина легитимна власт у Кини.
Друге амфибијске операције комуниста из 1950. биле су успешније: довеле су до освајања острва Хајнан у априлу 1950, острва Ваншан код обале Гуангдунга (мај–август 1950.) и острва Жоушан код Џеђијанга (мај 1950).